# Ricin
Denna artikel handlar om giftet ricin. För växten med samma namn, se ricin (växt).

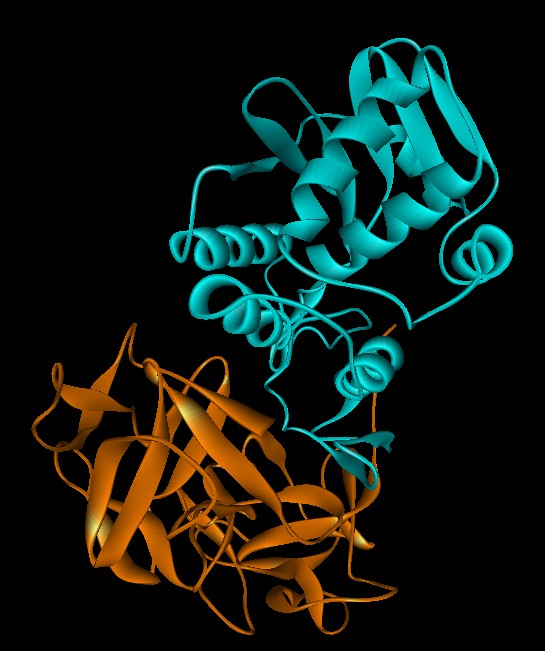
Den molekylära strukturen hos ricin

Ricin är ett protein och ett starkt gift som finns i ricinväxtens frön. Den genomsnittligt dödliga dosen ricin är inte mer än 0,2 mg/kg vid injicering eller inhalering, vilket gör det ungefär dubbelt så giftigt som kobrans gift. Vid oralt intag är giftet betydligt mindre potent, och med rätt behandling överlever de flesta förgiftade. Giftet verkar genom att hämma kroppens proteinsyntes. Det finns inget känt botemedel.
Ricinoljans laxerande effekt beror dock inte på ricin, utan på oljans höga innehåll av ricinolsyra. Fröna innehåller 50 % ricinolja. Oljan används även i kosmetika och som smörjmedel.

## Struktur
Ricin består av två delar: Ricin A som finns i många födoämnen och som hämmar RNA i cellen och som därmed hejdar proteinsyntesen, och Ricin B, som bara finns i ricinplantan. Ricin B påverkar cellmembranet så att Ricin A kan tränga igenom och utöva sin effekt på RNA.
Ricin A är ett protein bestående av 267 aminosyror. Ricin B är ett protein av  262 aminosyror.
Ricin är delvis ett ribosominaktiverande protein (Ricin A) även kallat RIPs men för att kunna tränga in i cellen behövs det ännu en monomer (Ricin B). Dessa binds tillsammans av en disulfidbrygga, och produkten av dessa två makromolekyler tillsammans heter ricin även kallat RIP typ 2.

## Mekanism
B-delen i ricinet består av två galaktosbindningsäten som är ämnade att binda till sockermolekylerna i cellernas membran och därefter transportera in A-delen i cellen.
Ricin A-delen har N-glykosidas-aktivitet och inaktiverar ribosomen genom att depurinera en specifik adenosin i ribosomens 28S-rRNA. Detta enzym är mera aktivt mot djurribosomer än växtribosomer. Ricin är inaktivt innan det klyvs av proteasenzym. Detta för att förhindra att växten Ricinis communis egna ribosomer ska bli inhibiterade av ricinet.

## Upptäckt
Ricinväxtens giftighet har länge varit känd, men ämnet ricin isolerades inte förrän 1888 av H. Stillmark, som även namngav ämnet.

## Användning

### Ricinolja
Ricinolja tillverkas av fröna från busken och används bland annat som laxermedel. I dag används ricinolja allt mindre som laxermedel på grund av giftrester kan finnas i oljan samt dess ofördelaktiga smak som gör att den inte gärna intas.
Oljan har dock en del tekniska tillämpningar. Exempelvis är den ett utomordentligt smörjmedel. Inom modellmotorindustrin kör man ofta motorer på en blandning av metanol och ricinolja eftersom det är en av ganska få oljor som lätt löser sig i just metanol. Detta används ofta för mer kraftfulla motorer som till radiostyrda bilar som används i tävlingssammanhang och RC-flyg. För mer information, se ricinolja.

### Boskapsföda
När ricinbusken används som föda åt boskap bryts giftet först ner genom upphettning av växtdelarna till 140 grader celsius i 20 minuter. Vissa studier tyder dock på att tillräckligt stora rester kan finnas kvar för att orsaka toxiska effekter.
Rent ricin kan lätt framställas från växten eller från ricinolja.[källa behövs] Resterna efter oljepressningen innehåller hela 5 viktprocent rent ricin, vilket med tanke på den dödliga dosen är en stor mängd gift.

### Politiskt mord
Sovjetunionens KGB använde år 1978 ricin för att mörda den bulgariska avhopparen Georgi Markov. En agent använde ett specialbyggt paraply som med tryckluft sköt en liten metallkula innehållande ricin in i benet på Georgi Markov när han väntade på bussen. Markov avled ett par dagar senare.

## Förgiftning
Symptom vid förgiftning av ricin är i början:
- magsmärtor
- kräkningar
- diarre, ibland blodig.

Efter flera dagar:
- Allvarlig dehydrering,
- Minskning av urinutsöndringen,
- Sänkt blodtryck.

Om den förgiftade personen fortfarande är vid liv efter 3-5 dagar överlever den oftast. Barn är mera känsliga mot ricinförgiftning på grund av den potentiella dehydreringen av diarren och kräkningar.
Om ricinfröet intas utan att tuggas sönder kommer det antagligen att åka ur kroppen utan att ha orsakat någon skada.

## Media
Ricin används som gift i TV-serien Breaking Bad.